# Юра (співачка, Південна Корея)
У цьому корейському імені прізвище (Кім) стоїть перед особовим ім'ям.
Кім А Йон (кор. 김아영, ханча: 金亞瑩; нар. 6 листопада 1992), більш відома під сценічним псевдонімом Юра (кор. 유라), — південнокорейська співачка та акторка. Найбільш відома як учасниця південнокорейського жіночого гурту Girl's Day. Відтоді вона зважилася на акторську діяльність і знялася в телесеріалах «Радіо „Романтика“» (2018), «Тепер, ми розлучаємося» (2021—2022) і «Прогноз погоди й кохання» (2022).

## Молодість і освіта
Юра народилася 6 листопада 1992 року в Ульсані, Південна Корея. Вона відвідувала старшу школу мистецтв Ульсана за спеціальністю танці. Станом на лютий 2011 року, Юра відвідує жіночий університет Тондок разом з учасницею зі свого гурту, Міною.

## Кар'єра

### 2010: Girl's Day
У 2010 році Юра стала учасницею жіночого K-pop гурту Girl's Day, де вона та Лі Хєрі замінили двох колишніх учасниць, Чі Ін та Чі Сон, які пішли після двох місяців перебуванні у гурті. Dream Tea рекламували Girl's Day перед своїм дебютом, створивши офіційну фан-кав'ярню, канал YouTube та облікові записи в Twitter для гурту та кожного з його учасників. Гурт також провів танцювальний флешмоб перед дебютом у комерційних і розважальних районах Сеула, що викликало великий інтерес.

### 2012—2014: Акторський дебют і співпраця
У 2012 році відбувся її акторський дебют в китайській драмі «Таємний ангел» каналу Sohu TV. Потім вона співпрацювала зі своєю колегою по лейблу, Jevice, над їхнім синглом «I'll Love You». Юра також знімалася в серіалі «Тобі красивому» каналу SBS.
У 2013 році Юра знялася в ситкомі «Безрозсудна сім'я 3». Вона також знялася в спеціальному епізоді нічного шоу «Клініка для подружніх пар: Кохання та війна 2» каналу KBS.
У 2014 році Юра знялася в мінідрамі «Будьмо зарозумілими» каналу SBS. Потім вона стала однією з офіційних пар вар'єте-шоу «Ми одружилися», де вона була в парі з актором-моделлю Хон Чон Хьоном.

### 2016–дотепер: Ведуча та акторство
У 2015 році Юра була співведучою четвертого сезону змагального реаліті-шоу «Зірка K-pop» разом із Чон Хьон Му. Крім того, Юра також виступала ведучою спільної корейсько-китайської програми прослуховування «Супер айдол».
У 2016 році Юру взяли на роль однії з нових ведучих телепрограми «Смачна дорога» каналу Olive з Кім Мін Чон. Того ж року вона приєдналася до розважального шоу «Після завершення п'єси» каналу tvN і знялася в вебдрамі «Залізна леді».
У 2017 році Юра була обрана як одна із нових ведучих шоу «Бар життя» на каналі tvN з Кім Хі Чхолєм, приєднавшись до оригінальних ведучих Сін Тон Йоп і Кім Чун Хьон. Її також було обрано однією із ведучих шоу «Біблії краси 2017» каналу KBS drama разом із Хан Хє Джін та Ім Су Хян. Того ж року вона знялася в короткометражній драмі JTBC «Вчитель хіп-хопу».
У 2018 році Юра знялася в мелодрамі «Радіо „Романтика“» каналу KBS.
У грудні 2021 року Юра дебютувала як авторка поетичної збірки «Мандрівки в різні пори року» з На Тхе Джу.
У лютому 2022 року Юра вирішила продовжити контракт з Awesome Ent.

## Особисте життя

### Позов
8 листопада 2010 року колишня менеджерська компанія Юри, Action Music Entertainment, подала на заборону щодо підписання другого контракту Юри з Dream T Entertainment. У відповідь на це представники Dream T заявили про порушення умов контракту компанією Action Music. Розгляд позову було продовжено, коли Action Music наполягала на тому, що у них є відео неприйнятної поведінки Юри. 20 січня 2011 року суд виніс рішення на користь Юри.

## Дискографія

### Сингли

#### Як запрошена артистка
| Назва                                        | Рік  | Пікові позиції у чартах | Продажі | Альбом            |
| Назва                                        | Рік  | КОР Gaon                | Продажі | Альбом            |
| -------------------------------------------- | ---- | ----------------------- | ------- | ----------------- |
| «I'll Love You» (Jevice разом з Юрою)        | 2012 | —                       | Н/Д     | Сингл без альбому |
| «—» позначає пісню, яка не потрапила у чарти |      |                         |         |                   |

## Фільмографія

### Фільми
| Рік          | Назва    | Роль        | Замітки | Прим.  |
| ------------ | -------- | ----------- | ------- | ------ |
| В очікуванні | «Хаучхі» | Пе Кьон Хва |         | [ 28 ] |

### Телесеріали
| Рік       | Назва                                           | Роль                      | Замітки             | Мережа     | Прим.  |
| --------- | ----------------------------------------------- | ------------------------- | ------------------- | ---------- | ------ |
| 2011      | «Я довіряю чоловікам»                           | У ролі себе               | Камео               | MBC        | [ 29 ] |
| 2012      | «Таємний ангел»                                 | Ю Бін                     |                     | Sohu TV    | [ 7 ]  |
| 2012      | «Тобі красивому»                                | Лі Ин Йон                 |                     | SBS        | [ 9 ]  |
| 2012      | «Сім'я»                                         | Як персонжака фанфіку     | Камео (серія 11)    | KBS2       | [ 30 ] |
| 2013      | «Безрозсудна сім'я 3»                           | Пак Юра                   |                     | MBC every1 | [ 31 ] |
| 2013      | «Клініка для подружніх пар: Кохання та війна 2» | Ю Джон                    |                     | KBS2       | [ 32 ] |
| 2014      | «Будьмо зарозумілими»                           | Хон Ха Ра                 |                     | SBS Plus   | [ 12 ] |
| 2016      | «Залізна леді»                                  | Дженні Кім                |                     | Naver TV   | [ 33 ] |
| 2017      | «Вчитель хіп-хопу»                              | Кім Ю Бін                 |                     | JTBC       | [ 20 ] |
| 2018      | «Радіо „Романтика“»                             | Чін Тхе Рі                |                     | KBS2       | [ 22 ] |
| 2019      | «Щоденник психопата»                            | Дівчина з собакою в парку | Камео (серія 2)     | tvN        | [ 34 ] |
| 2020      | «Знайди мене у своїй пам’яті»                   | Ко Юра                    | Камео (серії 2 і 4) | MBC        | [ 35 ] |
| 2021–2022 | «Тепер, ми розлучаємося»                        | Хє Рін                    |                     | SBS        | [ 36 ] |
| 2022      | «Прогноз погоди й кохання»                      | Чхе Ю Чін                 |                     | JTBC       | [ 37 ] |
| 2023      | «Поєднанні долею»                               |                           |                     | JTBC       | [ 38 ] |

### Телевізійні шоу
| Рік       | Назва                                       | Роль                        | Замітки                                                            | Мережа       | Прм.          |
| --------- | ------------------------------------------- | --------------------------- | ------------------------------------------------------------------ | ------------ | ------------- |
| 2010      | «Ми зустрічаємось»                          | Учасниця акторського складу | З Елі Кім, Су Хьон, Александр Лі, Чіхе, Міна                       | MBC every1   | [ 39 ]        |
| 2013      | «Людина, що біжить»                         | Запрошена гостя             | Серія 162                                                          | SBS          | [ 40 ]        |
| 2014      | «Суботнього вечора в прямому ефірі: Корея»  | Ведуча                      | З Соджін, Хєрі, Міна                                               | tvN          | [ 41 ]        |
| 2015      | «Король замаскованих співаків»              | Конкурсантка                |                                                                    | MBC          | [ 42 ]        |
| 2015      | «Зірка K-pop 4»                             | Ведуча                      | З Чон Хьон Му                                                      | SBS          | [ 43 ]        |
| 2015      | «Вітаємо з поверненням до школи»            | Учасниця акторського складу |                                                                    | JTBC         | [ 44 ]        |
| 2015      | «Супер айдол»                               | Ведуча                      |                                                                    | MBC M, AHTV  | [ 45 ]        |
| 2015      | «Одне ліжко, різні сни»                     | Запрошена гостя             |                                                                    | SBS          | [ 46 ]        |
| 2014–2015 | «Ми одружилися»                             | Учасниця акторського складу | З Хон Чон Хьоном (серії 91–131)                                    | MBC          | [ 13 ]        |
| 2016      | «Моє маленьке телебачення»                  | Учасниця акторського складу | Серії 39 і 40                                                      | MBC, KakaoTV | [ 47 ]        |
| 2016      | «Смачна дорога»                             | Ведуча                      | З Кім Мін Чон                                                      | Olive        | [ 48 ]        |
| 2016      | «Після завершення п'єси»                    | Учасниця акторського складу |                                                                    | tvN          | [ 33 ]        |
| 2017      | «Моє маленьке телебачення»                  | Учасниця акторського складу | Серії 96 і 97                                                      | MBC, KakaoTV | [ 49 ]        |
| 2017      | «Жити разом у порожній кімнаті»             | Учасниця акторського складу | Серії 4–8 Серії 19–21                                              | MBC          | [ 50 ] [ 51 ] |
| 2017      | «Бар життя: 2 сезон»                        | Ведуча                      | З Сін Тон Йопом, Кім Чун Хьоном і Кім Хі Чхолєм                    | tvN          | [ 18 ]        |
| 2017      | «Радіозірка»                                | Запрошена гостя             | Спаціальний блок «Хороша дівчина, гарне тіло»                      | MBC          | [ 52 ]        |
| 2017      | «Біблії краси 2017»                         | Ведуча                      | З Хан Хє Джін та Ім Су Хян                                         | KBS drama    | [ 19 ]        |
| 2017      | «Бойовий похід»                             | Ведуча                      | Серії 54–57                                                        | KBS2         | [ 53 ] [ 54 ] |
| 2017      | «2 дні і 1 ніч»                             | Запрошена гостя             | Серії 514—516                                                      | KBS2         | [ 55 ]        |
| 2018      | «Бойовий похід»                             | Планувальниця походу        | Серія 80                                                           | KBS2         | [ 56 ]        |
| 2018      | «Відеозірка»                                | Ведуча                      | Серії 98-99                                                        | MBC every1   | [ 57 ]        |
| 2018      | «Морська поліція»                           | Учасниця акторського складу |                                                                    | MBC every1   | [ 58 ] [ 59 ] |
| 2018      | «Чемпіонат зірок-айдолів з легкої атлетики» | Ведуча                      | Спеціальна серія до Чхусоку (боулінг) з Пумом                      | MBC          | [ 60 ]        |
| 2019      | «Чемпіонат зірок-айдолів з легкої атлетики» | Ведуча                      | Спеціальна серія до Нового року (боулінг) з Кім Сін Йон і Сіндоном | MBC          | [ 61 ]        |
| 2019      | «Екіпаж літака»                             | Учасниця акторського складу |                                                                    | Channel A    | [ 62 ]        |
| 2019      | «Сеульский друг 3»                          | Ведуча                      |                                                                    | tvN          | [ 63 ]        |
| 2017–2019 | «Щотижнева програма „China Now“»            | Ведуча                      | З Кім Іль Чоном                                                    | Chunghwa TV  | [ 64 ]        |
| 2020      | «Людина, що біжить»                         | Запрошена гостя             | Серія 493                                                          | SBS          | [ 65 ]        |
| 2020-2021 | «Запис тренду»                              | Ведуча                      | Сезони 1-4                                                         | SBS Plus     | [ 66 ] [ 67 ] |

### Вебшоу
| Рік       | Назва            | Роль             | Замітки    | Платформа | Прим.         |
| --------- | ---------------- | ---------------- | ---------- | --------- | ------------- |
| 2021–2022 | «Обмін коханням» | Учасник дискусії | Сезони 1–2 | TVING     | [ 68 ] [ 69 ] |

### Радіопередачі
| Рік  | Назва        | Роль               | Замітка                        | Мережа       | Прим.  |
| ---- | ------------ | ------------------ | ------------------------------ | ------------ | ------ |
| 2021 | «Вулиця Йон» | Спеціальний діджей | 7 червня 2021 — 13 червня 2021 | SBS Power FM | [ 70 ] |

### Як ведуча
| Рік  | Назва                          | Замітки      | Прим.  |
| ---- | ------------------------------ | ------------ | ------ |
| 2016 | 5-та Музична премія чарту Gaon | З Літхик     | [ 71 ] |
| 2018 | Конкурс Міс Корея 2018         | З Пак Су Хон | [ 72 ] |

### Поява у музичних відео
| Рік  | Назва           | Виконавець                              | Прим.  |
| ---- | --------------- | --------------------------------------- | ------ |
| 2014 | «Night & Day»   | Хвісон                                  | [ 73 ] |
| 2015 | «On Rainy Days» | Кім Тхе Бом (Party Street) feat. Соджін | [ 74 ] |

## Нагороди та номінації
| Церемонія нагородження                | Рік  | Категорія                                                         | Номінант / Робота               | Результат | Прим.  |
| ------------------------------------- | ---- | ----------------------------------------------------------------- | ------------------------------- | --------- | ------ |
| Премія кабельного телемовлення        | 2015 | Нагорода за популярність                                          | «Будьмо зарозумілими»           | Перемога  | [ 75 ] |
| Розважальна прамія MBC                | 2014 | Найкраща нова учасниця                                            | «Ми одружилися»                 | Перемога  | [ 76 ] |
| Розважальна прамія MBC                | 2017 | Нагорода за майстерність, Найкраща учасниця розважальної програми | «Жити разом у порожній кімнаті» | Номінація |        |
| Телевізійна премія «Блакитний дракон» | 2022 | Найкраща акторка                                                  | «Обмін коханням»                | Номінація | [ 77 ] |